# Serge Djiéhoua
Serge Pacôme Djiéhoua (Abidjan, 25 settembre 1983) è un calciatore ivoriano, attaccante del Blénod.
Il calciatore è noto per detenere il record mondiale dell'espulsione più veloce nella storia del calcio professionistico, grazie ad un cartellino rosso rimediato in una partita 3 secondi dopo il suo ingresso in campo.

## Carriera
Djiéhoua muove i primi passi nel calcio professionistico in Costa d’Avorio, sua terra natale, con la squadra Stella Club d’Adjamé. Ben presto, il suo talento fisico e la sua potenza offensiva lo portano a trasferirsi in Sudafrica, dove indossa la maglia di uno dei club più prestigiosi del continente: i Kaizer Chiefs. Qui si mette in luce con una buona media gol e diventa uno dei riferimenti offensivi della squadra, vivendo un periodo di popolarità e successo.
Djiéhoua ha poi giocato in Süper Lig per 3 stagioni dopo il trasferimento all'Antalyaspor nella stagione 2008-2009, con cui ha segnato 12 gol in 70 partite. Il suo primo gol in Süper Lig arriva il 24 agosto 2008 contro il Beşiktaş. Si è esibito particolarmente bene nella prima metà della stagione e ha segnato in quattro partite consecutive. Ha chiuso la sua prima stagione con 8 goal in campionato e 2 goal in coppa.
Nella stagione 2009-10, ha segnato solo tre gol in 19 partite di campionato. Il 18 gennaio 2010 nella sconfitta per 4-3 contro il Fenerbahçe SK, Djiéhoua segna due gol.
Nella stagione 2011-2012 passa al club Qəbələ Peşəkar con il quale si posiziona 6º in classifica, abbastanza per entrare nello spareggio scudetto ed evitare gli scontri retrocessione, ma non abbastanza per qualificarsi all'edizione dell'europa leauge dell'anno successivo.
All'inizio della stagione 2012-2013, firma un contratto con il Boluspor. Non è in grado di rendere ottime prestazioni trovando molta difficoltà ad integrarsi nella squadra. Segna 6 gol in 31 partite e lascia la squadra a fine stagione.
Si trasferisce alla squadra del Glyfada, club militante nella seconda divisione greca per la stagione 2013-14. Appena 3 secondi dopo essere subentrato in campo all'esordio viene punito con un cartellino rosso, diventando il calciatore più veloce nella storia del calcio professionistico a ricevere tale sanzione disciplinare. Dopo questa partita, il calciatore non riesce a riscattarsi in squadra lasciandola a fine stagione.
Durante la sua unica apparizione con il Glyfada in Grecia (2013), fu espulso dopo solo 3 secondi dall’ingresso in campo, ottenendo così uno dei cartellini rossi più rapidi nella storia del calcio
Torna nel mondo del calcio dopo quasi un anno, infatti nel 2014 si trasferisce in Turchia nella Bölgesel Amatör Lig al Cizrespor. Qui inizia la sua carriera con ottime prestazioni, segnando diversi gol nelle prime partite. Djiéhoua segna 13 gol in 18 partite di campionato e contribuisce al 3º posto del Cizrespor in campionato. Tuttavia, alla fine della stagione si separa dalla squadra.